# Згорній Туштань
Згорній Туштань (словен. Zgornji Tuštanj) — поселення в общині Моравче, Осреднєсловенський регіон, Словенія. 
Висота над рівнем моря: 388,3 м.